# Peinture russe
La peinture russe est l'un des arts fondateurs de la culture russe.

## Les icônes

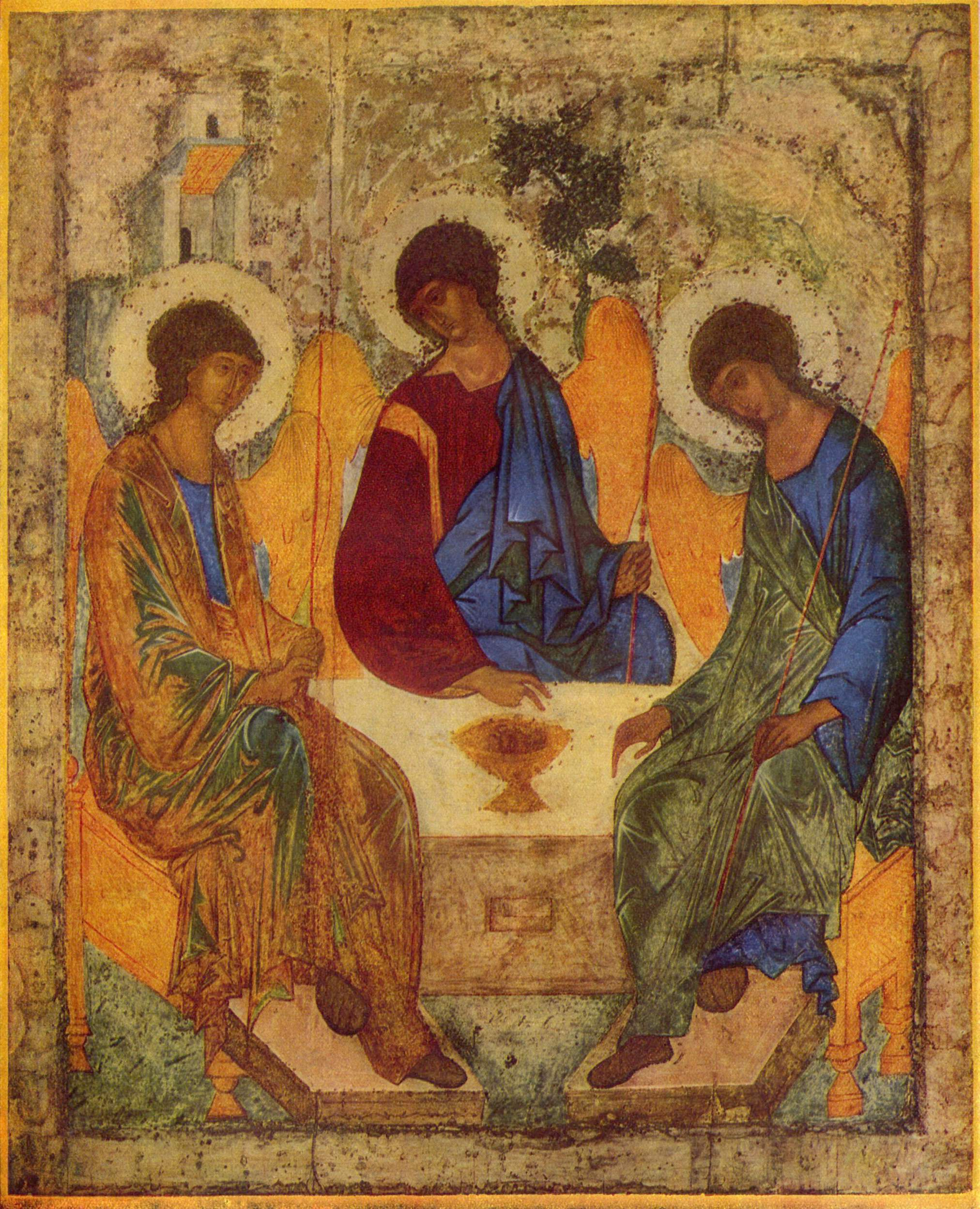
Andreï Roublev, Icône de la Trinité ou Les Trois Anges à Mambré (1410), Galerie Tretiakov, Moscou.

Les icônes russes sont essentiellement des peintures sur bois, souvent petites, bien que dans certaines églises et monastères elles peuvent être plus larges. Quelques icônes sont faites de cuivre. Beaucoup de maisons en Russie ont des icônes accrochées au mur, dans le « coin rouge » (красный угол, krasny ougol).

## Le classicisme
L’Académie impériale des beaux-arts, actuellement Académie russe des beaux-arts, est fondée le 4 novembre 1757, sous l'appellation Académie des "trois arts nobles" à l'initiative du comte Ivan Chouvalov, par un oukase impérial et sous l'impulsion du savant et poète Mikhaïl Lomonossov. L’académie donne un rôle et un statut international aux artistes russes dont les portraitistes Ivan Argounov, Fedor Rokotov, Dmitri Levitski et Vladimir Borovikovski.

## Le romantisme
Au début du XIXe siècle, alors que le néoclassicisme et le romantisme sont florissants, certains artistes fameux de l’académie, tels Karl Brioullov et Alexandre Ivanov, se focalisent sur des thèmes liés à la Bible ou à la mythologie.

## Le réalisme

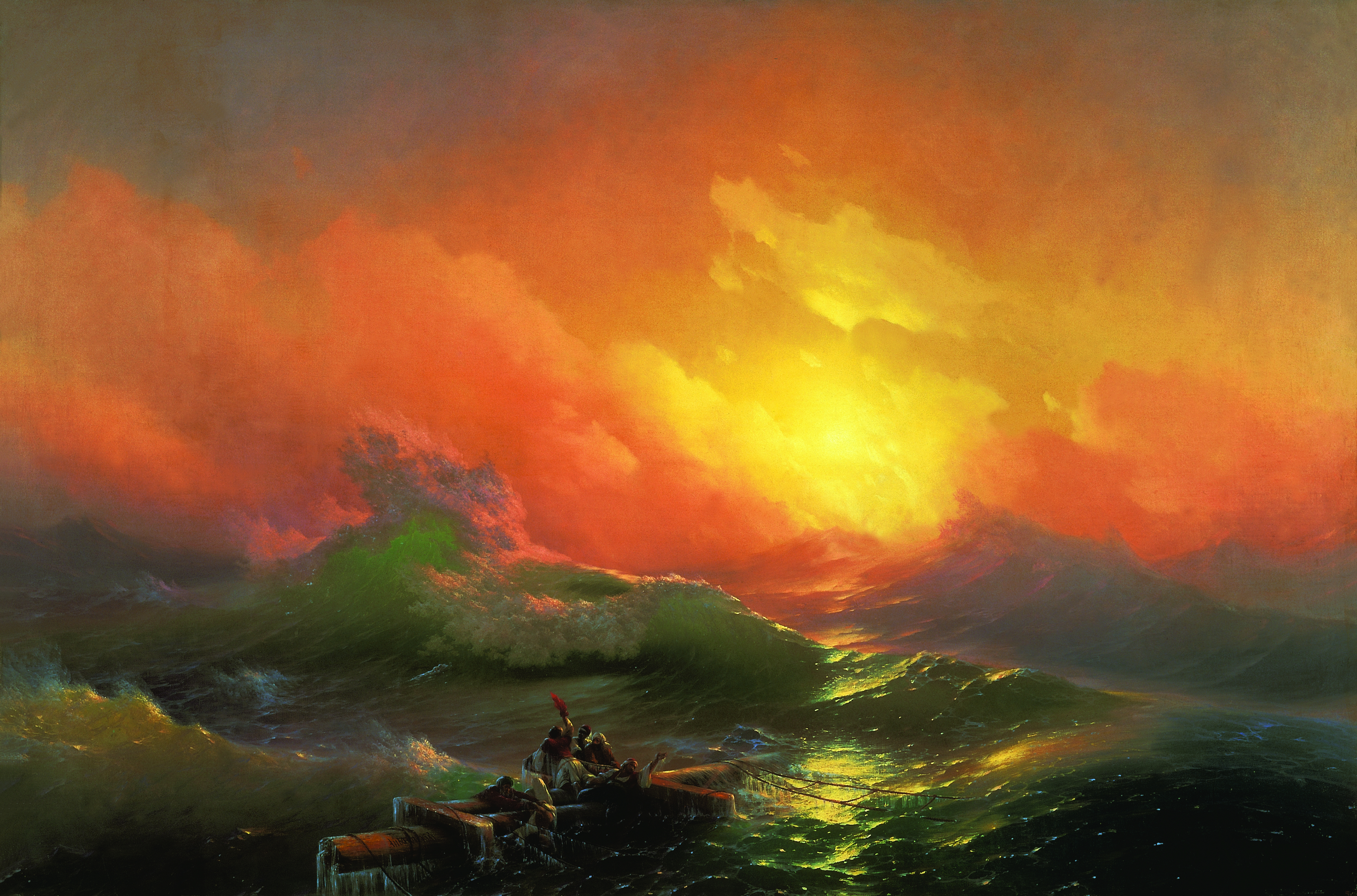
La Neuvième Vague d'Ivan Aïvazovski.

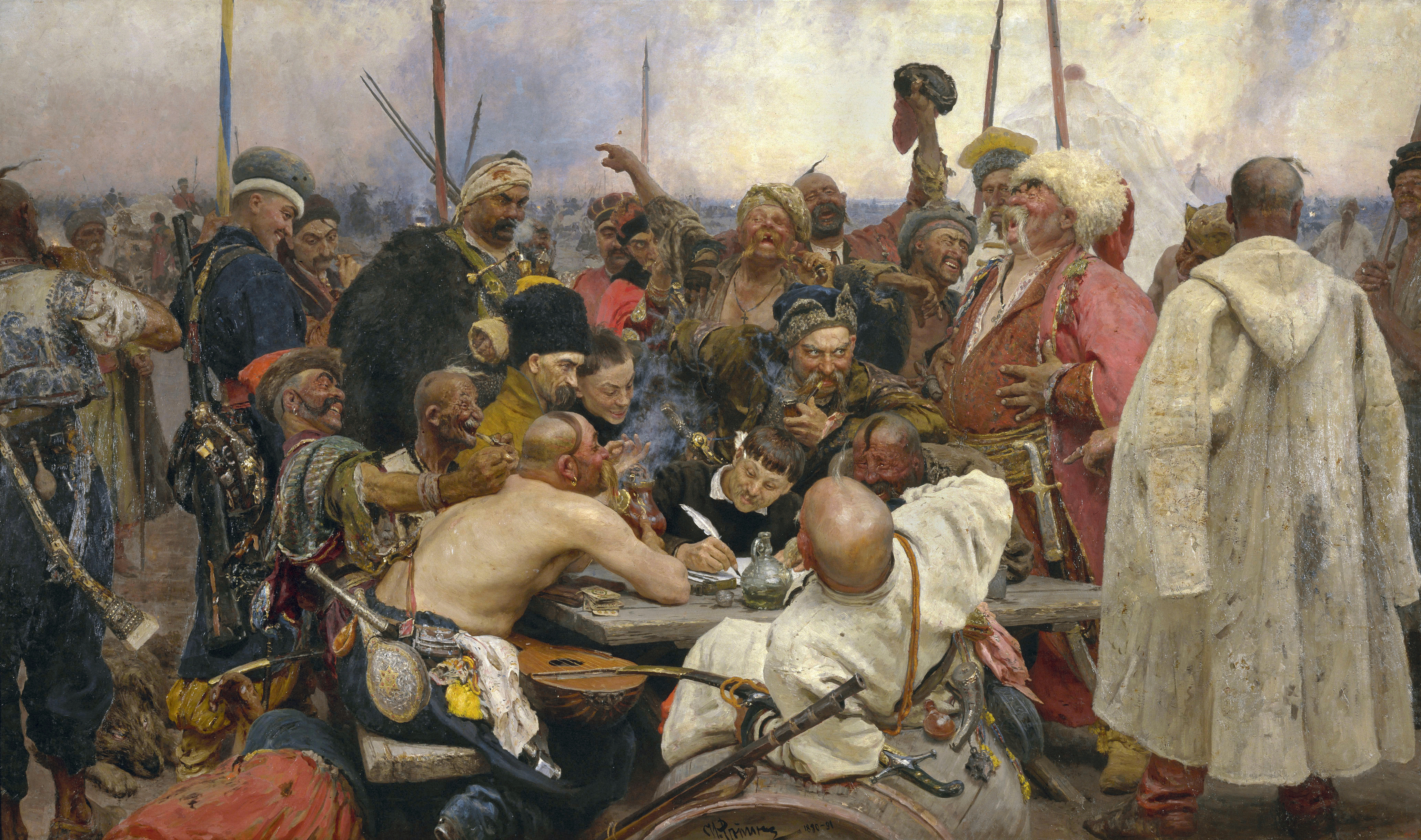
Les Cosaques zaporogues écrivant une lettre au sultan de Turquie d'Ilia Répine.

Le réalisme devient la peinture dominante au XIXe siècle. Les réalistes capturent l’identité des Russes en peignant aussi bien des paysages de larges rivières, de forêts ou d’étendues de bouleaux que des portraits robustes de leurs contemporains.
D’autres artistes se focalisent sur la « critique sociale », montrant la condition des pauvres et caricaturant les dirigeants. Le réalisme critique fleurit sous le règne d’Alexandre II, avec quelques artistes qui font de la souffrance humaine leur thème principal.
D’autres dépeignent les moments dramatiques de l’histoire russe.
Les Ambulants (ou Peredvijniki) rompent avec l’Académie russe et fondent une école d’art libéré des restrictions académiques. Les artistes à la tête du mouvement sont Ivan Chichkine, Arkhip Kouïndji, Ivan Kramskoï, Vassili Polenov, Isaac Levitan, Vassili Sourikov, Viktor Vasnetsov et Ilia Répine.

## Symbolisme russe, Art Nouveau, Mir iskousstva
Au tournant du XXe siècle et pendant celui-ci, beaucoup d’artistes, tels Boris Koustodiev, Kouzma Petrov-Vodkine, Mikhaïl Vroubel et Nicolas Roerich, Mikhaïl Nesterov développent leur propre style, ni réaliste ni avant-gardiste.
Les années 1910 signent la fin de l'Âge d'argent de la peinture russe.

## L’avant-garde russe

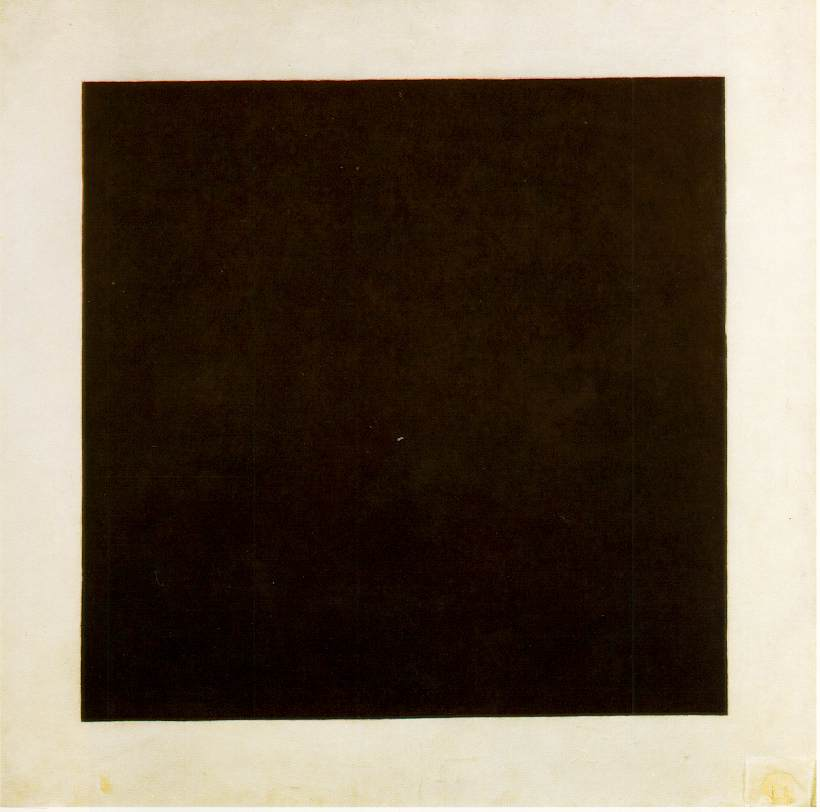
Carré noir sur fond blanc, 1915
Galerie Tretiakov, Moscou par Kasimir Malevitch.

L'avant-garde russe est un terme générique désignant un large courant très influent de l'art moderne qui est apparu en Russie, plus précisément dans l'Empire russe et en Union soviétique. Selon Kovalenko, l'avant-garde russe court sur une période allant de 1890 jusqu'à 1930, à cheval sur deux contextes politiques, d'abord l'Empire russe, suivi en 1917 par l'URSS.

## L’Art soviétique
La révolution d'Octobre voit la naissance d’un mouvement qui consiste à mettre tous les arts au service de la dictature du prolétariat. Son instrument, né quelques jours avant la révolution, se nomme Proletkoult, abréviation de "Proletarskie koultourno-prosvetitelnyïe organizatsii". L’un des principaux théoriciens du mouvement est Alexandre Bogdanov. Au début, le Narkompros (Commissariat du Peuple à l'éducation), chargé des Arts, soutient le Proletkoult. Bien que d’obédience marxiste, le Proletkoult tombe en disgrâce auprès de beaucoup de dirigeants du Parti, si bien qu’en 1922 son influence a considérablement diminué. Finalement, il est dissous par Staline en 1932. De facto, les restrictions sur ce que pouvaient peindre les artistes sont abandonnées à la fin des années 1980.
Cependant, à la fin de l’ère soviétique, beaucoup d’artistes combinent leurs propres recherches avec le réalisme socialiste soviétique. Parmi eux Ernst Neïzvestny, Ilia Kabakov, Mikhaïl Chemiakine, Erik Boulatov et Vera Moukhina. Ils emploient des techniques aussi variées que le primitivisme, l’hyperréalisme, le grotesque et l’abstraction. Dans les années 1940, les artistes soviétiques produisent un art furieusement patriotique et antifasciste. Après la Grande Guerre patriotique, les sculpteurs soviétiques créent de nombreux monuments dédiés aux victimes de la guerre, emprunts d’une grande et sobre solennité.

### Catégorie connexe
- Peintres russes